# Чарло, Джермелл
Джермелл Де’Аванте Чарло (англ. Jermell De'Avante Charlo; род. 19 мая 1990, Ричмонд, Техас, США) — американский боксёр-профессионал, выступающий в первой средней (англ. super welterweight, до 69,85 кг) весовой категории.
Среди профессионалов действующий чемпион мира по версиям WBC (2016—2018, 2019—н. в.), WBA Super (2020—н.в.), IBF (2020—н. в.) и The Ring (2020—н. в.). Бывший абсолютный чемпион мира (2022—2023), бывший чемпион мира по версии WBO (2022—2023) и чемпион США по версии USBA (2013) в 1-м среднем весе.
Брат-близнец известного американского боксёра Джермалла Чарло.

## Любительская карьера
На любительском ринге провёл 64 поединка, 56 из которых выиграл.
В 2005 году на Юношеских Олимпийских Играх завоевал бронзовую медаль в возрасте 15 лет.

## Профессиональная карьера
Джермелл Чарло дебютировал на профессиональном ринге в декабре 2007 года в полусредней весовой категории, через несколько поединков перешёл в первый средний вес.
Первые годы выступлений проводил бои с преимущественно малоопытными молодыми боксёрами. В 2012 году нокаутировал американца Криса Четмена.
В январе 2013 года нокаутировал в 8-м раунде американца, Гари Джо Йорги (25-1), и завоевал титул континентального чемпиона Америки по версии WBC.
8 июня 2013 года завоевал титул чемпиона Америки (USBA), победив по очкам опытного американского боксёра, Деметриуса Хопкинса (33-2).
25 января 2014 года победил по очкам двукратного претендента на титул чемпиона мира, мексиканца, Габриэля Росадо.
В мае 2014 года победил американца, Чарли Ота.
28 марта 2015 года состоялся поединок Чарло с американским боксёром, армянского происхождения, Ванесом Мартиросяном (35-1-1). В вязком бою Чарло победил по очкам единогласным решением.
31 октября 2015 года победил нокаутом бывшего чемпиона мира, гаитиянца, Жоашена Альсина.

#### Чемпионский бой с Джоном Джексоном
21 мая 2016 года победил нокаутом в восьмом раунде Джона Джексона и завоевал вакантный титул чемпиона мира по версии WBC..

#### Бой с Эриксоном Лубином
Оба боксера начали бой достаточно уверенно и обменивались ударами. Чарло старался действовать комбинационно, в то время как Лубин рассчитывал на силовой выстрел. Затем претендент пропустил хлесткий правый, после которого очутился на канвасе. Лубин попытался продолжить, но рефери дал отмашку, зафиксировав победу нокаутом Джермелла Чарло.
Источник:/

#### Бой с Остином Траутом
Первые раунды остались за Чарло, а уже в третьем он смог отправить Остина в лёгкий нокдаун. В пятом раунде Чарло потряс Траута серией из 3 прямых, но Остин выдержал.  Начиная с шестого раунда Чарло слишком откровенно начал ловить претендента на удар правой. Ему удавалось попадать точно, но он оставался после своей атаки и опытный Траут пользовался этим, удачно пробивая в ответ. Шестой и седьмой раунды можно занести претенденту в актив. В 9 раунде Чарло послал Траута в нокдаун левым хуком. Последние три раунда остались за Чарло, Остин держался на характере. Счёт судей удивил: 113-113, 115-111, 118-108.  Источник:/

#### Бой с Тони Харрисоном
22 декабря 2018 года встретился с Тони Харрисоном. С самого начала поединка Тони начал боксировать в непривычной для себя манере, работая вторым номером. Во время четвертого раунда Харрисон смог провести несколько удачных контратак. Чарло же был более активным; так, согласно статистике ударов, Джермелл выпустил 548 ударов, 160 из которых достигли Харрисона, а тот в свою очередь выпустил 377 ударов и 128 из них пришлись в цель. На протяжении всего поединка Чарло пытался нокаутировать соперника, но не смог достичь успеха. Бой завершился победой Харрисона единогласным судейским решением (116:112 и 115:113 — дважды). Решение отдать победу Харрисону было воспринято неоднозначно, зрители, которые находились в зале освистали решение, а сам Джермелл заявил, что судьи «забрали» у него победу.

#### Бой-реванш с Тони Харрисоном 2
Во 2 раунде Чарло отправил Харрисона в нокдаун размашистым левым хуком. Активно начал следующий раунд, но затем отдал инициативу чемпиону. Плотность боя была на порядок выше, чем в 1 бою. Чарло выбрасывал больше, но работал размашисто, много мазал. Харрисон боксировал эффективнее, первым номером, теснил оппонента. В 11-м раунде Чарло отправил Харрисона во второй, а затем и в третий нокдаун, после чего набросился на оппонента и вынудил рефери остановить бой.

#### Объединительный бой с Джейсоном Росарио
26 сентября 2020 года состоялся объединительный бой с доминиканцем Джейсоном Росарио (20-1-1).
В 1 раунде Чарло левым хуком отправил Росарио в нокдаун. Росарио вернулся в бой, прессинговал, работал первым номером. Чарло действовал на контратаках, а в случае необходимости вязал здоровяка в клинче. Росарио выиграл 3 раунд. В 5 раунде Чарло потряс Росарио, который с трудом удержался на ногах. На последних секундах 6-го раунда Росарио вновь побывал в нокдауне. На этот раз он был существенно потрясён, не без труда отправился в свой угол. На старте 8 раунда Чарло попал джебом по корпусу Росарио. Тот снова оказался в нокдауне, после которого не смог подняться.

#### Дилогия с Брайаном Кастаньо
Первый бой за звание абсолютного чемпиона мира боксёры завершили вничью. Бой, продлившийся 12 раундов, прошёл в Сан-Антонио (штат Техас, США). По его итогам один судья присудил победу Джермеллу — 117:111, второй рефери — Кастаньо — 114:113, а третий зафиксировал ничью — 114:114.
Реванш завершился в 10-м раунде: Чарло дважды отправлял соперника на канвас, после чего рефери остановил поединок, зафиксировав досрочную победу американца.

## Список профессиональных поединков
В таблице перечислены результаты всех поединков боксёров.
В каждой строке указан результат поединка. Дополнительно номер поединка обозначен цветом, который обозначает итог поединка. Расшифровка обозначений и цветов представлена в нижеследующей таблице.
| Пример | Расшифровка                     |
| ------ | ------------------------------- |
|        | Победа                          |
|        | Ничья                           |
|        | Поражение                       |
|        | Планируемый поединок            |
|        | Поединок признан несостоявшимся |
| КО     | Нокаут                          |
| ТКО    | Технический нокаут              |
| PTS    | Решение судей (по очкам)        |
| UD     | Единогласное решение судей      |
| MD     | Решение большинства судей       |
| SD     | Раздельное решение судей        |
| RTD    | Отказ от продолжения боя        |
| DQ     | Дисквалификация                 |
| NC     | Поединок признан несостоявшимся |

| 38 поединков, 35 победы (19 нокаутом), 1 ничья, 2 поражение. | 38 поединков, 35 победы (19 нокаутом), 1 ничья, 2 поражение. | 38 поединков, 35 победы (19 нокаутом), 1 ничья, 2 поражение. | 38 поединков, 35 победы (19 нокаутом), 1 ничья, 2 поражение. | 38 поединков, 35 победы (19 нокаутом), 1 ничья, 2 поражение. | 38 поединков, 35 победы (19 нокаутом), 1 ничья, 2 поражение. |
| Бой                                                          | Дата                                                         | Соперник                                                     | Место проведения                                             | Результат                                                    | Примечание |
| ------------------------------------------------------------ | ------------------------------------------------------------ | ------------------------------------------------------------ | ------------------------------------------------------------ | ------------------------------------------------------------ | --- |
| 38                                                           | 30 сентября 2023                                             | Сауль Альварес (59-2-2)                                      | T-Mobile Arena, Лас-Вегас, США                               | UD 12                                                        | Бой за звание абсолютного чемпиона мира по версиям IBF (3-я защита Альвареса), WBC (6-я защита Альвареса), WBA Super (6-я защита Альвареса), WBO (4-я защита Альвареса) и The Ring (2-я защита Альвареса) во 2-м среднем весе. |
| 37                                                           | 14 мая 2022                                                  | Брайан Кастаньо (2) (17-0-2)                                 | Dignity Health Sports Park, Карсон, Калифорния, США          | KO 10 (12), 2:33                                             | Завоевал титул абсолютного чемпиона мира по версиям WBC (3-я защита Чарло), WBA Super (2-я защита Чарло), IBF (2-я защита Чарло) и WBO (2-я защита Кастаньо) в 1-м среднем весе.                                               |
| 36                                                           | 17 июля 2021                                                 | Брайан Кастаньо (17-0-1)                                     | AT&T-центр, Сан-Антонио, Техас, США                          | SD 12                                                        | Счет: 117-111, 114-114, 113-114. Бой за титул абсолютного чемпиона мира по версиям WBC (2-я защита Чарло), WBA Super (1-я защита Чарло), IBF (1-я защита Чарло) и WBO (1-я защита Кастаньо) в 1-м среднем весе.                |
| 35                                                           | 26 сентября 2020                                             | Джейсон Росарио (20-1-1)                                     | Mohegan Sun Casino, Анкасвилл, Коннектикут, США              | КО 8 (12), 0:21                                              | Объединительный бой за титул чемпиона мира по версиям WBC (1-я защита Чарло), WBA Super (1-я защита Росарио) и IBF (1-я защита Росарио) в 1-м среднем весе.                                                                    |
| 34                                                           | 21 декабря 2019                                              | Тони Харрисон (2) (28-2)                                     | Тойота Арена, Онтэрио, Калифорния, США                       | KO 11 (12), 2:28                                             | В бою-реванше вернул свой титул чемпиона мира по версии WBC (1-я защита Харрисона) в 1-м среднем весе. |
| 33                                                           | 23 июня 2019                                                 | Хорхе Кота (28-3)                                            | Мандалай-Бэй, Лас-Вегас, Невада, США                         | KO 3 (12), 2:14                                              | |
| 32                                                           | 22 декабря 2018                                              | Тони Харрисон (27-2)                                         | Барклайс-центр, Бруклин, Нью-Йорк, США                       | UD 12                                                        | Счёт: 112-116, 113-115 (дважды). Утратил титул чемпиона мира по версии WBC (4-я защита Чарло) в 1-м среднем весе. |
| 31                                                           | 9 июня 2018                                                  | Остин Траут (31-4)                                           | Стэйплс-центр, Лос-Анджелес, Калифорния, США                 | MD 12                                                        | Счёт: 118-108, 115-111, 113-113. Защитил титул чемпиона мира по версии WBC (3-я защита Чарло) в 1-м среднем весе. |
| 30                                                           | 14 октября 2017                                              | Эриксон Лубин (18-0)                                         | Барклайс-центр, Нью-Йорк, штат Нью-Йорк, США                 | KO 1 (12), 2:41                                              | Защитил титул чемпиона мира по версии WBC (2-я защита Чарло) в 1-м среднем весе. |
| 29                                                           | 22 апреля 2017                                               | Чарльз Хэтли (26-1-1)                                        | Барклайс-центр, Нью-Йорк, штат Нью-Йорк, США                 | KO 6 (12), 0:32                                              | Защитил титул чемпиона мира по версии WBC (1-я защита Чарло) в 1-м среднем весе. |
| 28                                                           | 21 мая 2016                                                  | Джон Джексон (20-2)                                          | Cosmopolitan of Las Vegas, Лас-Вегас, Невада, США            | KO 8 (12), 0:51                                              | Завоевал вакантный титул чемпиона мира по версии WBC в 1-м среднем весе. |
| 27                                                           | 31 октября 2015                                              | Жоашен Альсин (35-7-2)                                       | NRG Arena, Хьюстон, Техас, США                               | TKO 6 (10), 1:21                                             | |
| Бой                                                          | Дата                                                         | Соперник                                                     | Место проведения                                             | Результат                                                    | Примечание |